# Kevin Behrens
Kevin Behrens (ur. 3 lutego 1991 w Bremie) – niemiecki piłkarz, występujący na pozycji napastnika w niemieckim klubie Vfl Wolfsburg oraz w reprezentacji Niemiec.
Wychowanek Werder Brema. W swojej karierze występował m.in. w takich klubach jak: Hannover 96 II, 1.FC Saarbrücken, Sandhausen czy Union Berlin.